# 興安屯墾區
興安屯墾區，為民國初年东北政务委员会自設的省級特別區，屯墾區存在於1928年至1931年9月，國民政府未正式承認該省級行政區的存在。轄辽宁省的洮安縣、黑龙江省的索倫設治局，哲里木盟西北部的札薩克圖旗（科右前旗）、鎮國公旗（科右后旗）、图什业图旗（科右中旗）、扎賚特旗等區域。

## 历史
民國時期，內蒙古西部伊克昭盟的蒙古族開展独贵龙运动；東部哲里木盟則爆发了著名的嘎达梅林起义。
受此影响。1928年7月，郭道甫发动了“呼伦贝尔青年党事件”。张学良为预防“蒙乱”，批准了东北军炮兵司令邹作华提出的屯垦开发蒙区的宏大计划，批准划分垦区，任命邹作华为屯垦督办，令其成立屯垦军。1928年8月15日洮（安）索（伦）铁路开工建设（1931年2月1日建成通车）。1928年8月下旬，邹作华在奉天的大南关的公济分成立屯垦筹备处。1928年11月1日，东三省保安委员会正式公布了《兴安屯垦公署组织大纲》，分“总则”和“公署之组织”2章，共12条。1928年12月东北易帜。1929年10月12日屯垦筹备处搬迁至白城子门外。1929年11月28日兴安屯垦公署在洮安（今白城）正式成立。
- 督办邹作华
- 总办高仁紱
- 秘书长姚际清
- 秘书处
- 军务处景录珊
- 财务处胡广和
- 政务处王葆曾
- 农务处王中实
- 建设处张魁恩
- 第一垦殖局：驻王爷庙
- 第二垦殖局：驻余公府（察尔森）
- 第一团在索伦开垦
- 第二团在葛根庙、水泉开垦
- 第三团在察尔森开垦 团长关玉衡 少校团副董平舆 第1营营长陆鸿勋

带领3个团的军队进入哲里木盟的北部的洮儿河、淖尔河和归流河一带放垦。
九一八事變以後，興安屯墾軍改編為黑龍江省暫編第一旅，北上與馬占山會合抗日，屯墾區自動撤銷。